# ケマー・ベイリー＝コール
ケマー・ベイリー＝コール（Kemar Bailey-Cole、1992年1月10日 ‐ ）は、ジャマイカ・セント・キャサリン教区出身の陸上競技選手。専門は短距離走。自己ベストは100mが9秒92、200mが20秒66。2013年モスクワ世界選手権男子4×100mリレーの金メダリスト、同大会男子100mのファイナリスト（4位）である。2012年ロンドンオリンピックと2016年リオデジャネイロオリンピックの男子4×100mリレーでも金メダルを獲得しているが、両大会とも予選だけの出場に終わっている。

## 経歴

### 2012年
6月のジャマイカ選手権男子100m決勝で10秒00（+0.1）をマークして5位に入り、ロンドンオリンピックのジャマイカリレー代表に選出されると、8月のロンドンオリンピック男子4×100mリレー予選でジャマイカチームのアンカーを務め、37秒39をマークしての決勝進出に貢献した。決勝の出番はなかったが、ジャマイカが優勝したので予選を走ったベイリー＝コールも金メダルを獲得した。9月7日のダイヤモンドリーグ・メモリアルヴァンダム男子100mでは9秒97（+0.3）をマークし、初めて10秒の壁を突破した。

### 2013年
6月のジャマイカ選手権男子100m決勝で9秒98（-1.2）をマークしてウサイン・ボルト（9秒94）に次ぐ2位に入り、モスクワ世界選手権のジャマイカ代表に選出されると、8月のモスクワ世界選手権では男子100mと男子4×100mリレーに出場した。男子100mは準決勝を9秒93（+0.4）の自己ベスト（当時）で突破し、決勝でも9秒98（-0.3）をマークしたが、3位のネスタ・カーターと0秒03差の4位でメダルを逃した。男子4×100mリレーでは決勝でジャマイカチームの2走を務め、37秒36をマークしての金メダル獲得に貢献した。

### 2014年
7-8月の英連邦競技大会（コモンウェルスゲームズ）に出場すると、男子100m決勝を10秒00（0.0）で制し、主要国際大会の100mで自身初となる金メダルを獲得した。男子4×100mリレー決勝ではジャマイカチームの2走を務め、37秒58の大会記録を樹立しての金メダル獲得に貢献し、100mとの2冠を達成した。

### 2015年
6月のジャマイカ選手権男子100m決勝で9秒97（+0.9）をマークして3位に入り、北京世界選手権のジャマイカ代表に選出されると、7月のダイヤモンドリーグ・セインズブリーズアニバーサリーゲームズ男子100m決勝では9秒92（-0.8）の自己ベストをマークした。しかし、この大会で両脚のハムストリングスを痛めると、北京世界選手権の直前の練習中にも痛めたため、北京世界選手権は欠場することとなった。

### 2016年
6-7月のジャマイカ選手権男子100mにはジカ熱に感染しながらも出場すると決勝まで進出し、10秒03（+0.7）で5位に入りリオデジャネイロオリンピック男子4×100mリレーのジャマイカ代表に選出された。8月のオリンピックでは男子4×100mリレー予選でジャマイカチームのアンカーを務め、37秒94をマークして2組2着での決勝進出に貢献した。

### 2017年
6月のジャマイカ選手権男子100mは予選で肉離れを起こし途中棄権に終わった。

## 人物・エピソード
ウサイン・ボルトと同じクラブに所属し、体格が似ている点などから「第二のボルト」という声もあるが、ベイリー＝コールは2013年のインタビューで「私は第二のボルトではありません。私はケマー・ベイリー＝コールです。」という旨のコメントをしている。

## 自己ベスト
記録欄の（　）内の数字は風速（m/s）で、+は追い風、-は向かい風を意味する。
| 種目 | 記録         | 年月日        | 場所         | 備考 |
| 屋外 | 屋外         | 屋外          | 屋外         | 屋外 |
| ---- | ------------ | ------------- | ------------ | ---- |
| 100m | 9秒92 (-0.8) | 2015年7月24日 | ロンドン     |      |
| 200m | 20秒66 (0.0) | 2015年3月14日 | キングストン |      |

## 主要大会成績
備考欄の記録は当時のもの
| 年   | 大会                                     | 場所             | 種目      | 結果         | 記録          | 備考                           |
| ---- | ---------------------------------------- | ---------------- | --------- | ------------ | ------------- | ------------------------------ |
| 2009 | カリフタゲームズ (en) (U20)              | ビュー・フォール | 100m      | 3位          | 10秒38 (+4.0) |                                |
| 2009 | カリフタゲームズ (en) (U20)              | ビュー・フォール | 4x100mR   | 優勝         | 40秒05 (1走)  |                                |
| 2009 | 世界ユース選手権 (en)                    | ブレッサノーネ   | 100m      | 準決勝2組6着 | 10秒66 (+1.3) |                                |
| 2009 | 世界ユース選手権 (en)                    | ブレッサノーネ   | 200m      | 準決勝3組8着 | 22秒11 (+1.4) |                                |
| 2009 | 世界ユース選手権 (en)                    | ブレッサノーネ   | メドレーR | 決勝途中棄権 | DNF (1走)     |                                |
| 2010 | カリフタゲームズ (en) (U20)              | ジョージタウン   | 200m      | 5位          | 21秒46 (+0.8) |                                |
| 2010 | カリフタゲームズ (en) (U20)              | ジョージタウン   | 4x100mR   | 優勝         | 40秒10 (2走)  |                                |
| 2010 | 中央アメリカ・カリブ ジュニア選手権 (en) | サントドミンゴ   | 100m      | 7位          | 10秒79 (-1.4) |                                |
| 2011 | カリフタゲームズ (en) (U20)              | モンテゴ・ベイ   | 100m      | 2位          | 10秒28 (-0.2) |                                |
| 2011 | カリフタゲームズ (en) (U20)              | モンテゴ・ベイ   | 4x100mR   | 優勝         | 39秒75 (2走)  |                                |
| 2012 | オリンピック                             | ロンドン         | 4x100mR   | 予選1組1着   | 37秒39 (4走)  | 決勝進出                       |
| 2013 | 世界選手権                               | モスクワ         | 100m      | 4位          | 9秒98 (-0.3)  | 準決勝9秒93 (+0.4)：自己ベスト |
| 2013 | 世界選手権                               | モスクワ         | 4x100mR   | 優勝         | 37秒36 (2走)  |                                |
| 2014 | 世界リレー (en)                          | ナッソー         | 4x100mR   | 予選2組1着   | 37秒71 (2走)  | 決勝進出                       |
| 2014 | 英連邦競技大会 (en)                      | グラスゴー       | 100m      | 優勝         | 10秒00 (0.0)  |                                |
| 2014 | 英連邦競技大会 (en)                      | グラスゴー       | 4x100mR   | 優勝         | 37秒58 (2走)  |                                |
| 2015 | 世界リレー (en)                          | ナッソー         | 4x100mR   | 2位          | 37秒68 (2走)  |                                |
| 2016 | オリンピック                             | リオデジャネイロ | 4x100mR   | 予選2組2着   | 37秒94 (4走)  | 決勝進出                       |
| 2017 | 世界リレー (en)                          | ナッソー         | 4x100mR   | 予選途中棄権 | DNF (2走)     |                                |

### ダイヤモンドリーグ
ダイヤモンドリーグの総合成績を記載。獲得ポイント欄の（　）内は出場したポイント対象レースの数を意味する。
| 年   | 種目 | 総合順位 | 獲得ポイント |
| ---- | ---- | -------- | ------------ |
| 2012 | 100m | 4位      | 2 (1レース)  |

優勝したダイヤモンドリーグの大会を記載（個人種目のみ）
| 年   | 大会           | 場所         | 種目 | 記録          | 備考                 |
| ---- | -------------- | ------------ | ---- | ------------- | -------------------- |
| 2014 | 英国グランプリ | バーミンガム | 100m | 10秒08 (-1.9) | ポイント対象外レース |